# El Punt Avui
El Punt Avui (katalanska för 'Punkten Idag') är en katalansk dagstidning, grundad 2011. Den publicerar dagligen nyheter på katalanska från en centralredaktion i Girona. Den har en tryckt version plus en webbversion, en upplaga med nationellt katalansk inriktning samt en för Gironaprovinsen.

## Historik
Tidningen är en sammanslagning av de separata katalanska dagstidningarna Avui (grundad 1976) och El Punt (grundad 1979). Den förra hade en inriktning mot alla de "katalanska länderna", medan den sistnämnda mest koncentrerade sig på regionen kring Girona.

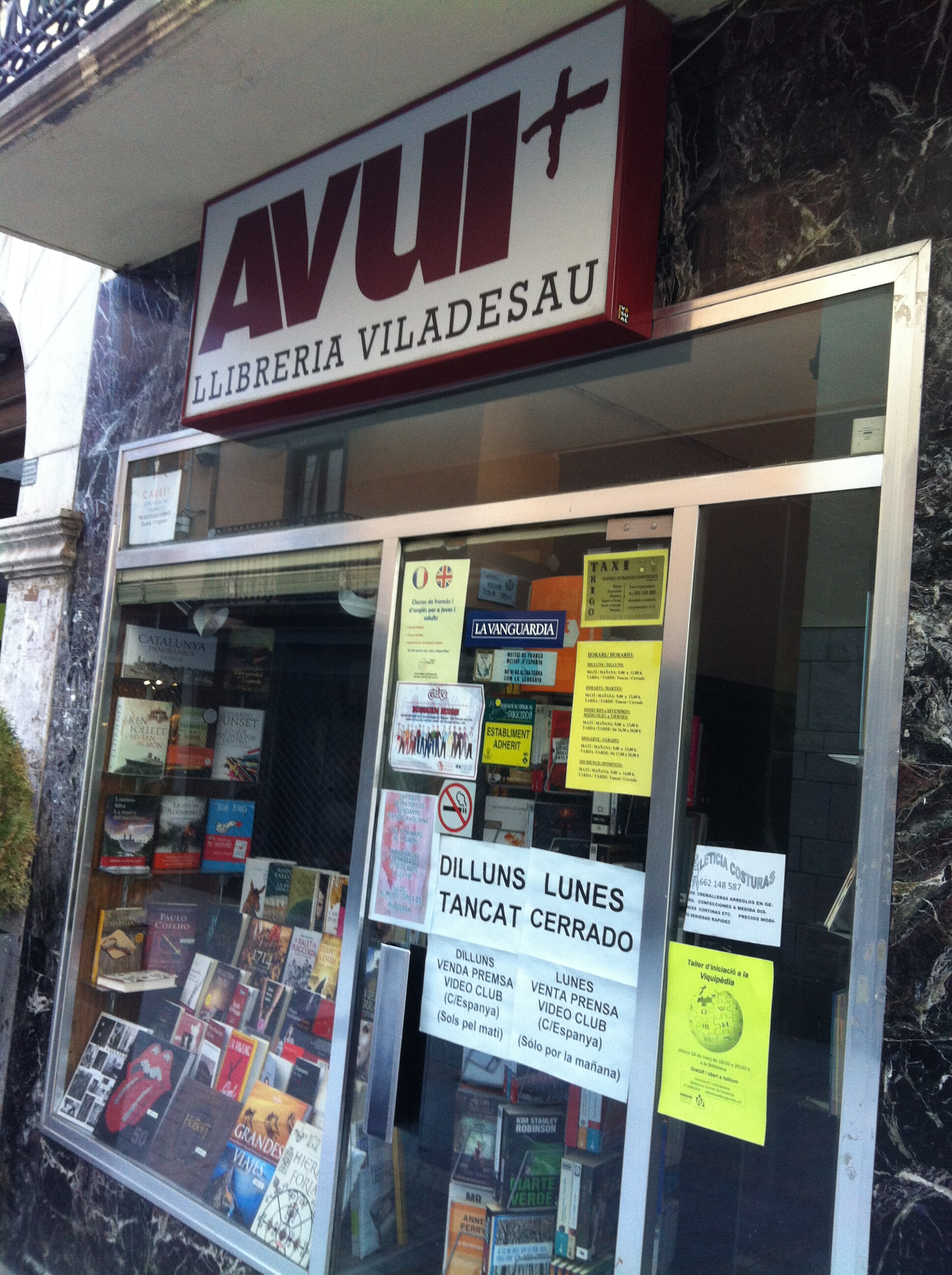
Bokhandelsskyltning i Puigcerdà 2013, med det då utbytta namnet på tidningen Avui.

### Avui (1976–2011)
När Avui ('Idag') startades 1976, var detta den första dagstidningen skriven på katalanska sedan spanska inbördeskriget. Den lanserades året efter Francisco Francos död, under inledningen av den spanska återgången till demokrati och under en period av expansivt katalanskt kulturliv. Målet med tidningen var att skapa en självständig, demokratisk och folklig katalansk dagstidning. Utgivningen skedde av nystartade förlaget Premsa Catalana SA, lett av Josep Espar och med cirka 30 000 prenumeranter och individuella bidragsgivare.
Tidningens första nummer publicerades på Sant Jordi-dagen (en stor katalansk högtid i april) 1976. Avui köpte tryck hos andra lokala tidningstryckerier, men man hade eget sätteri. Därigenom kunde man lättare utarbeta egna tidningsformat (inklusive gå över från fullformat till tabloid), och 1994 valde man också att totalt arbeta om både format och innehåll. Fyra år senare publicerade man sin stavningsguide, och året efter inleddes publiceringen av Avuis bilaga på aranesiska – "Anè".
Avui var en allmän nyhetstidning, men man gav prioritet åt nyheter – inte minst nyheter av politisk eller kulturell karaktär – från de katalanskspråkiga områdena. 1989 startade man veckobilagan "Cultura", med särskild inriktning mot katalansk litteratur och bokväsen.  
Tidningen var ingen kassako, och ekonomin försämrades successivt. Ägarbolaget Premsa Catalana ansökte i juni 2004 om konkursskydd, med målsättningen att trygga en fortsatt utgivning. Ny utgivare blev från och med december samma år det regionägda mediebolaget Corporació Catalana de Ràdio i Televisió (dagens Corporació Catalana de Mitjans Audiovisuals, CCMA), medan aktiestocken fördelades på Grupo Planeta (en av Spaniens största förlagsgrupper men då utan egen dagstidning), Grupo Godó (ägare av La Vanguardia men då utan egen tidningsutgivning på katalanska) samt Institut Català de Finances. Ägarbytet innebar också en rejäl omgörning av tidningen under 2005, inklusive en större tonvikt på bilder och grafik. Två år senare förnyades också tidningens webbedition, som funnits sedan 1996.

### El Punt  (1979–2011)

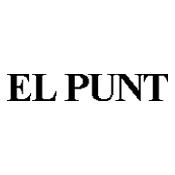
Logotypen anno 2010.

El Punt (även känd som Punt diari) grundades 1978 i Girona. Tidningen startade utgivningen 1979, med målsättningen att fungera som motvikt mot den spanskspråkiga och (tidigare) Franco-vänliga Girona-baserade dagstidningen Los Sitios, grundad 1943. Los Sitios bytte 1988 både namn och inriktning, när den ombildades till den katalanskspråkiga Diari de Girona. Året efter bytte även den andra Girona-tidningen namn, från El Punt till Punt diari.
Fram till december 1980 hette ägarbolaget Edicions Comarcals, därefter Edicions Periòdiques de les Comarques SA. Med detta bolags VD vid rodret inleddes en ny etapp i tidningshistorien, med ny redaktion och nytt tryckeri (från 1982 och senare utökat i omgångar).
Under 1990-talet etablerade man flera olika lokaleditioner runt om i regionen. 1994 startades upplagan för Barcelonès Nord, året efter den för Maresme, 1996 den i Tarragona/Terres de l'Ebre. Därefter följde editioner för Vallès Occidental, Perpignan (från 2001 som veckotidning), Penedès och Barcelona. Sportavdelningen i alla editionerna byttes 2003 ut mot olika versioner av den dagliga sporttidningen El 9 Esportiu, grundad året före.
2001 skapade man, tillsammans med åtta andra katalanska tidningar, samarbetsorganisationen Coordinadora de Mitjans (COMIT). Samma år inledde man också en gemensam webbupplaga tillsammans med den redan etablerade webbtidningen Vilaweb; det samarbetet fortsatte fram till 2009, då El Punt skapade en egen webbedition.
Ägarförlaget Hermes Comunicacions grundade 2004 den engelskspråkiga nyhetsveckotidningen Catalonia Today.

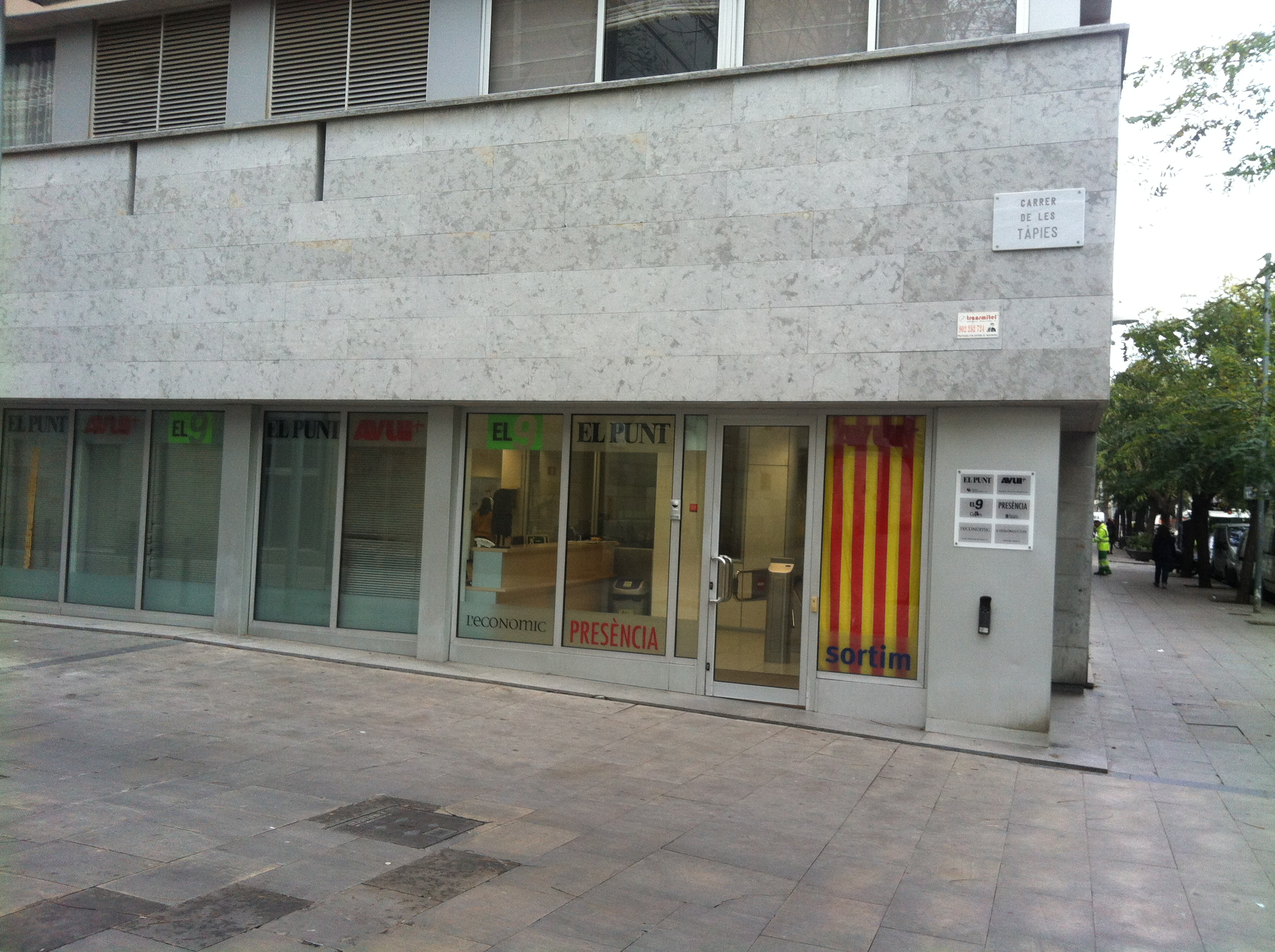
Redaktionen i Barcelona, 2013.

### El Punt Avui (2011–)
2009 inleddes förhandlingar om ett samgående mellan de båda tidningarna, som var och en för såg sig som för svaga för att kunna genomföra nödvändiga tekniska och redaktionella satsningar. I praktiken innebar det slutliga samgåendet mellan El Punt och Avui, vilket slutfördes två år senare, att den förra köpte upp den senare. Huvudkontoret behölls i Girona, samtidigt som Avuis redaktion i Barcelona kom att fungera som andraredaktion. Redan i november 2009 blev Avui helägd av El Punts huvudman Hermes Comunicacions, samtidigt som den senare tidningens bilagor "El 9 Esportiu de Catalunya" och "Presència" kom att ersätta sportavdelningen respektive söndagstidningen även i Avui. 2010 slogs Avuis redaktion ihop med El Punts lokalredaktion i Barcelona, och fram till sammanslagningen samordnades även övriga sektioner i de båda tidningarna.
Den sammanslagna tidningen kom att få flera olika lokala upplagor, inklusive för Girona-provinsen, den kustnära comarcan Maresme, Tarragona-regionen, Tortosa med omnejd, Lleida-provinsen, Barcelona-regionen samt centrala Katalonien. Sedan 2013 integrerades även den dagliga sporttidningen L'Esportiu i El Punt Avui.
2014 lanserade tidningen en egen TV-kanal – El Punt Avui TV. Man verkade som lokal TV-kanal på tolv olika orter i Katalonien, genom att hyra frekvenserna som kontrollerades av då inaktiva TV-kanalen Canal Català TV (lanserad 2005). Det mest framgångsrika programmet var Illa Robinson ('Robinsonön'), ett aktualitetsprogram med reportage och analyser. Vid månadsskiftet 2019/2020 lades kanalen ner, som en del av ett besparingsprogram och för att kunna satsa mer resurser på tidningen i dess pappers- och Internet-editioner. Några månader senare relanserades Canal Català TV, under det nya namnet Teve.cat.

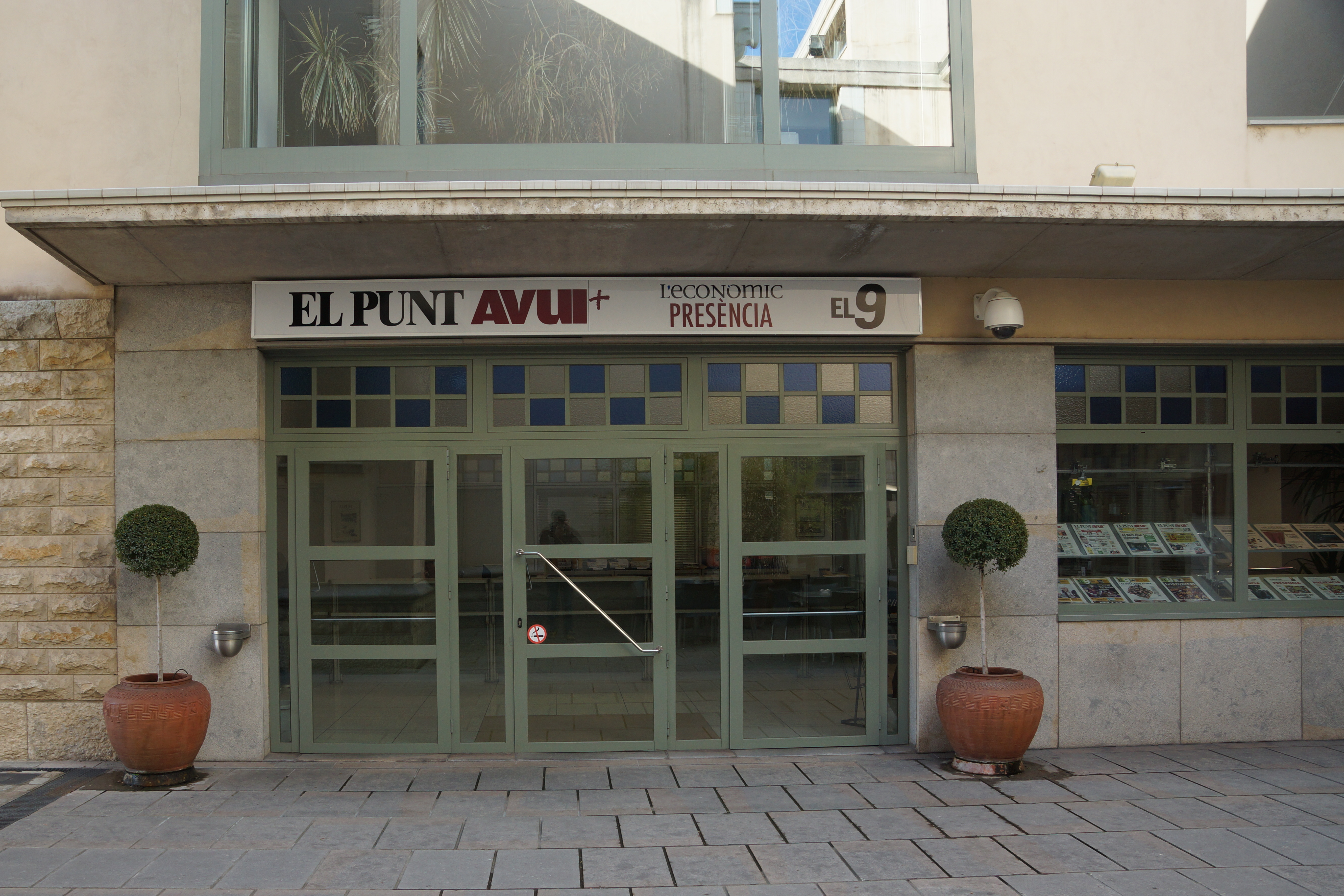
Den gamla (fram till juni 2015) ingången till redaktionen i Girona.

Någon vecka före stoppet av El Punt Avui TV bytte tidningen ägare. Det var tidningens chefredaktör Joan Vall som förvärvade 75 procent av aktierna i det skuldsatta ägarbolaget Hermes Comunicacions för en symbolisk köpeskilling av 1 euro. Vall har varit involverad i tidningen sedan 1979 (då som El Punt), och var en av männen bakom sammanslagningen av tidningarna 2011. Han var tidigare minoritetsägare av tidningen, med knappt 3 procent av aktierna. Intressant nog köpte den tidigare huvudägaren Joaquim Vidal tidningen 2012, vid ett liknande krisläge.
Joan Valls övertagande av bolaget skedde också mot bakgrund av stormarknadskedjan Valvis avslutande av sitt ekonomiska engagemang i förlagsgruppen. Genom att ägarmajoriteten behölls inom redaktionen, fortsatte också tidningens kontrollpost av den regionala TV-kanalen TV de Girona (grundad 1985). Dessutom säkrades, åtminstone på kort sikt, tidningens utgivning, liksom att redaktionen behöll sitt säte i Girona.

## Utgivningshistorik

### Chefredaktörer
Avui:
- Josep Faulí i Olivella (1975–77)
- Jordi Maluquer i Bonet (1977–82)
- Jaume Serrats (1982–86)
- Santiago Ramentol i Massana (1986–89)
- Albert Viladot i Presas (1989–93)
- Vicenç Villatoro i Lamolla (1993–96)
- Vicent Sanchis i Llacer (1996–2007)
- Xavier Bosch i Sancho (2007–08)
- Toni Cruanyes (2008–09)
- Carles Flo (2009–11)

El Punt:
- Jordi Negre (1979)
- Carles Sánchez-Costa (1979–80)
- Xavier Roig (1980)
- Pius Pujades (1980–82)
- Josep Collelldemont (1982–85)
- Jaume Fabra (1985)
- Carles Revés (1985–86)
- Enric Matarrodona (1986–89)
- Joan Vall i Clara (1989–92)
- Emili Gispert (1992–2011)

El Punt Avui:
- Xevi Xirgo (2011–)

## Upplageutveckling (urval)
El Punt:
- 2009 – 25 000 ex (157 000 läsare)[3]

El Punt Avui:
- 2011 – 50 000 ex (El Punt Avui på papper)[10]
- 2017 – 1 miljon (elpuntavui.cat; unika läsare/månad)[10]
- 2019 – 18 000 ex (på papper), 684 000 (elpuntavui.cat/månad)[11]